# أودي آدم
الجنرال إيهود «أودي» آدم (بالعبرية: אהוד "אודי" אדם‏) (من مواليد 22 يناير 1958) عسكري إسرائيلي، وجنرال سابق في الجيش الإسرائيلي والرئيس السابق للقيادة الشمالية الإسرائيلية.

## حياته
ولد آدم في تل أبيب لعائلة من يهود الجبل. والده كان الجنرال يكوتيئيل آدم، نائب رئيس أركان الجيش الإسرائيلي السابق، والذي قُتل خلال حرب لبنان في 10 يونيو 1982.
تخرج آدم من ثانوية هرتسليا العبرية وتم تجنيده في الجيش الإسرائيلي عام 1976.
بدأ آدم خدمته العسكرية في سلاح المدرعات الإسرائيلي. تولى منصب مدير الإدارة التكنولوجية واللوجستية الإسرائيلية، قبل أن يصبح الجنرال المسئول عن القيادة الشمالية في عام 2005. وكرئيس للقيادة الشمالية، قاد آدم القوات الإسرائيلية ضد حزب الله خلال الصراع الإسرائيلي اللبناني عام 2006.
في 8 أغسطس 2006، تم تعيين نائب رئيس أركان الجيش الإسرائيلي موشيه كابلينسكي بشكل مفاجئ في القيادة الشمالية كممثل خاص لرئيس الأركان ردًا على انتقادات الحكومة بشأن طريقة تعامل القيادة في الحرب. فأعلن آدم استقالته في 13 سبتمبر، وسط انتقادات مستمرة لتطورات الحرب.
وهوحاصل على بكالوريوس في علم النفس وعلم الاجتماع من جامعة بار إيلان، وماجستير في الدراسات الاستراتيجية من المدرسة العسكرية في باريس.
شغل آدم منصب المدير العام لوزارة الدفاع الإسرائيلية بين مايو 2016 ومايو 2020.